# Neuziegenrück
Neuziegenrück (fränkisch: Neuzerick) ist ein Gemeindeteil des Marktes Neuhof an der Zenn im Landkreis Neustadt an der Aisch-Bad Windsheim (Mittelfranken, Bayern). Die Gemarkung Neuziegenrück hat eine Fläche von 1,245 km². Sie ist in 240 Flurstücke aufgeteilt, die eine durchschnittliche Fläche von 5185,71 m² haben. In ihr liegt neben dem namensgebenden Ort der Gemeindeteil Neuselingsbach.

## Geografie
Das Dorf liegt auf dem Markt Erlbacher Plateau, das unmittelbar südwestlich des Ortes abfällt. Die Staatsstraße 2255 führt nach Markt Erlbach (2,2 km nördlich) bzw. an Neuselingsbach vorbei zur Staatsstraße 2413 (1,4 km südöstlich). Eine Gemeindeverbindungsstraße führt nach Altziegenrück (0,5 km nordwestlich).

## Geschichte
Der Ort wurde wie Neukatterbach und Neuselingsbach im 17. Jahrhundert von österreichischen (und Schweizer) Glaubensflüchtlingen gegründet.
Gegen Ende des 18. Jahrhunderts gab es in Neuziegenrück neun Anwesen. Das Hochgericht übte das brandenburg-bayreuthische Stadtvogteiamt Markt Erlbach aus. Die Dorf- und Gemeindeherrschaft sowie die Grundherrschaft über die neun Häuser hatte das Kastenamt Neuhof.
Von 1797 bis 1810 unterstand der Ort dem Justizamt Markt Erlbach und Kammeramt Neuhof. Im Jahre 1810 kam Neuziegenrück zum Königreich Bayern. Im Rahmen des Gemeindeedikts wurde es dem 1811 gebildeten Steuerdistrikt Neuhof und der 1813 gebildeten Munizipalgemeinde Neuhof zugeordnet. Mit dem Zweiten Gemeindeedikt (1818) entstand die Ruralgemeinde Neuziegenrück, zu der Neuselingsbach gehörte. Sie war in Verwaltung und Gerichtsbarkeit dem Landgericht Markt Erlbach zugeordnet und in der Finanzverwaltung dem Rentamt Ipsheim. Ab 1862 gehörte Neuziegenrück zum Bezirksamt Neustadt an der Aisch (1939 in Landkreis Neustadt an der Aisch umbenannt) und ab 1856 zum Rentamt Markt Erlbach (1919–1929: Finanzamt Markt Erlbach, 1929–1972: Finanzamt Fürth, seit 1972: Finanzamt Uffenheim). Die Gerichtsbarkeit blieb beim Landgericht Markt-Erlbach (1879 in Amtsgericht Markt Erlbach umbenannt), von 1959 bis 1972 war das Amtsgericht Fürth zuständig, seitdem ist es das Amtsgericht Neustadt an der Aisch. Die Gemeinde hatte 1964 eine Gebietsfläche von 0,821 km².
Am 1. Januar 1970, also noch vor der Gebietsreform in Bayern, wurde Neuziegenrück nach Neuhof an der Zenn eingemeindet.

## Einwohnerentwicklung
Gemeinde Neuziegenrück
| Jahr      | 1818   | 1840   | 1852   | 1855   | 1861   | 1867   | 1871   | 1875   | 1880   | 1885   | 1890   | 1895   | 1900   | 1905   | 1910   | 1919   | 1925   | 1933   | 1939   | 1946   | 1950   | 1952   | 1961   | 1970   |
| Einwohner | 130    | 158    | 160    | 152    | 162    | 153    | 134    | 129    | 122    | 113    | 117    | 109    | 100    | 97     | 98     | 103    | 108    | 106    | 95     | 128    | 129    | 132    | 113    | 117    |
| Häuser    | 21     | 22     |        |        |        |        | 31     |        |        | 30     | 30     |        | 28     |        |        |        | 22     |        |        |        | 21     |        | 21     |        |
| Quelle    | [ 17 ] | [ 18 ] | [ 19 ] | [ 19 ] | [ 20 ] | [ 21 ] | [ 22 ] | [ 23 ] | [ 24 ] | [ 25 ] | [ 26 ] | [ 19 ] | [ 27 ] | [ 19 ] | [ 28 ] | [ 19 ] | [ 29 ] | [ 19 ] | [ 19 ] | [ 19 ] | [ 30 ] | [ 19 ] | [ 13 ] | [ 31 ] |

Ort Neuziegenrück
| Jahr      | 001818 | 001840 | 001861 | 001871 | 001885 | 001900 | 001925 | 001950 | 001961 | 001970 | 001987 | 002017 |
| Einwohner | 73     | 85     | 97     | 77     | 58     | 56     | 52     | 77     | 57     | 63     | 43     | 60     |
| Häuser    | 13     | 12     |        |        | 16     | 16     | 11     | 11     | 11     |        | 12     |        |
| Quelle    | [ 17 ] | [ 18 ] | [ 20 ] | [ 22 ] | [ 25 ] | [ 27 ] | [ 29 ] | [ 30 ] | [ 13 ] | [ 31 ] | [ 32 ] | [ 1 ]  |

## Religion
Der Ort ist evangelisch-lutherisch geprägt und bis heute nach St. Thomas (Neuhof an der Zenn) gepfarrt. Die Katholiken gehören zur Kirchengemeinde Maria Namen (Markt Erlbach), die ursprünglich eine Filiale von St. Michael (Wilhermsdorf) war und seit 2019 eine Filiale von St. Johannis Enthauptung (Neustadt an der Aisch) ist.